# Smicroplectrus erosus
Smicroplectrus erosus är en stekelart som först beskrevs av Holmgren 1857.  Smicroplectrus erosus ingår i släktet Smicroplectrus och familjen brokparasitsteklar. Arten är reproducerande i Sverige. Inga underarter finns listade i Catalogue of Life.